# Сурбаран, Франсиско де
Франси́ско де Сурбара́н (исп. Francisco de Zurbarán, крещён 7 ноября 1598, Фуэнте-де-Кантос, Эстремадура — 27 августа 1664, Мадрид) — испанский живописец периода барокко, представитель севильской школы живописи. Выдающийся мастер искусства контрреформации «Золотого века испанского искусства». Франсиско де Сурбаран получил прозвание «Испанский Караваджо» из-за характерного использования светотени в своих картинах. Его сын Хуан де Сурбаран также стал живописцем.

## Биография
Сурбаран родился в городке Фуэнте-де-Кантос (провинция Эстремадура). Его родителями были Луис де Сурбаран, торговец баскского происхождения, живший в этом городе с 1582 года, и Исабель Маркес. Неизвестно, почему он иногда подписывал документы как Франсиско де Сурбаран Саласар. 15 января 1614 года он поступил в мастерскую художника Педро Диаса де Вильянуэва в Севилье.
Его ученичество закончилось в 1617 году, когда он женился на Марии Паес, в Ллерене, которая была на девять лет старше его. От этого брака родилось трое детей: Мария (1618), Изабель Паула (1623) и Хуан де Сурбаран (1620), одарённый художник, который умер молодым. Мария Паес умерла в 1624 году после рождения третьего ребенка. В 1625 году он снова женился на богатой вдове Беатрис де Моралес.
В 1622 году Сурбаран уже был известным мастером, получал заказы от храмов и монастырей. В 1626—1627 годах по контракту с настоятелем ордена доминиканцев для монастыря Сан-Пабло-эль-Реаль в Севилье в течение восьми месяцев он написал двадцать одну картину, в том числе знаменитую «Христос на кресте». Четырнадцать картин изображали жизнь святого Доминика; остальные представляли святого Бонавентуру, святого Фому Аквинского и четырёх Учителей Церкви.
29 августа 1628 года севильские мерседарианцы поручили Сурбарану создать двадцать две картины для их монастыря. В 1628—1630 годах Сурбаран написал цикл картин о святом Педро Ноласко и цикл картин о жизни Святого Бонавентуры.
Произведения художника обрели столь высокую репутацию, что в 1629 году старейшины Севильи пригласили Сурбарана переехать в их город. Он принял приглашение и переехал в Севилью со своей женой Беатрис де Моралес, тремя детьми от первого брака, родственницей по имени Изабель де Сурбаран и восемью слугами. В мае 1639 года умерла его вторая жена Беатрис де Моралес.
В 1631 году Сурбаран создал одно из лучших своих творений — картину «Апофеоз святого Фомы Аквинского», которая была признана шедевром ещё современниками живописца.
В 1634 году художник совершил путешествие в Мадрид, где получил титул придворного живописца. В Мадриде при работе над украшением недавно построенного дворца Буэн-Ретиро мастер отошёл от религиозной тематики — им был написан цикл из десяти полотен, изображающих подвиги Геракла (ныне в музее Прадо), а также историко-монументальную композицию «Оборона Кадиса».
Изучение работ итальянских живописцев и общение с другими видными мастерами, работавшими в столице, обогатило творчество художника. После возвращения в Севилью он написал серию картин для монастыря в Хересе — наиболее известны «Благовещение», «Рождество» и «Поклонение волхвов».
Постепенно его слава росла, вновь основываемые в Южной Америке монастыри наряду с испанскими охотно заказывали у Сурбарана картины. На конец 1630-х годов приходится пик творческой активности и популярности художника. В поздний период творчества Сурбаран обращался к лирическим образам Христа и Девы Марии в детстве и отрочестве — «Мадонна с Младенцем», «Отрочество Мадонны».
В 1658—1664 годах Сурбаран жил в Мадриде. Его популярность шла на спад; несмотря на поддержку друга Диего Веласкеса он, забытый заказчиками, испытывал материальные трудности. Скончался Сурбаран в Мадриде 27 августа 1664 года.

## Творчество
Сурбарана считают последователем Хосе де Риберы, но в отличие от Риберы он не бывал в Италии и вообще не выезжал из Испании. В самом начале своей деятельности поставив себе за правило писать не иначе, как с натуры, Сурбаран не отступал от этого в течение всей своей жизни. Композиция в его картинах при правильности рисунка по большей части несложная и заключает в себе обычно немного искусно задрапированных фигур; они отличаются простыми, естественными, но величавыми позами. В колорите и светотени Сурбаран подражал Караваджо, поэтому и был прозван «испанским Караваджо». Характерный приём живописи Сурбарана: рельефность фигур переднего плана, достигаемая эффектом бокового освещения, и погружённые в тень, иногда просто на чёрном фоне, фигуры и предметы дальнего плана.
По определению Саломона Рейнаха

 «Живопись Сурбарана представляет собой пример пылкого и грубого натурализма, соединённого с необыкновенной широтой мазка… Сурбаран писал монахов в экстазе видения… Его „Коленопреклонённый доминиканец“ в лондонской Национальной галерее вызывает восхищение, смешанное с ужасом, и кто хоть однажды им восхищался, не забудет никогда»
Индивидуальный художественный стиль и манеру живописи Сурбарана, может быть несправедливо, определяют как «надменную тяжеловесность»:

 «Это сплав натурализма с мистическими настроениями католической Испании того времени. Светотеневая моделировка объёмов в картинах Сурбарана создавала настолько сильный эффект, что люди, находящиеся в храме, издали принимали его алтарные картины за скульптуры, либо изображённые им фигуры казались им живыми… Однако индивидуальный стиль художника более глубок, духовен и монументален»
Однако лучше всего, как всегда в подобных случаях, написал о художнике А. Н. Бенуа:

 «Больше всего ему нравилось писать изображения святых жён, которых он одевал по севильянской моде дня, а также монахов, монастырские чудеса и события, монашествовавших или священствовавших святых. Удивительно, что при таких чуждых современным идеям темах Сурбаран не скучен — вероятно потому, что в нём выказалась непоколебимая искренность и чистая сердечная вера без всякой примеси ханжества и позы. При этом замечательно, что система живописи Сурбарана совершенное terre-à-terre. Он пишет всё: и лица святых, и отверстые небеса — так, как другие пишут мёртвую натуру, в строгой пластичности, с исканием простейшей иллюзорности. И всё же искусство его принадлежит к самому одухотворённому, что создало христианство. И не только к самому одухотворённому, но и к самому возвышенному» 
Однако уже при жизни Сурбарана более популярным становился лёгкий и изящный стиль Б. Э. Мурильо. Сурбаран пытался подражать ему, но успеха не имел. Современником Сурбаранa был ещё один известный живописец Алонсо Кано.
В санкт-петербургском Эрмитаже имеются четыре картины Сурбарана (и одна его мастерской). А. Н. Бенуа отметил особо, назвав шедевром, картину «Святой Лаврентий» и картину «Воспитание Мадонны» (позднейшее название: «Отрочество Богоматери»).

## Галерея
- Геркулес побеждает Лернейскую гидру. 1634. Холст, масло. Прадо, Мадрид
- Коленопреклонённый Святой Франциск. Между 1635 и 1639. Холст, масло. Национальная галерея, Лондон
- Экстаз Святого Франциска. Ок. 1658. Холст, масло. Старая пинакотека, Мюнхен
- Святая Касильда. Между 1630 и 1635. Холст, масло. Музей Тиссена-Борнемисы, Мадрид
- Портрет фра Франсиско Сумеля. 1633. Холст, масло. Королевская академия изящных искусств Сан-Фернандо, Мадрид
- Святой Серапион. 1628. Холст, масло. Уодсворт Атенеум, Хартфорд, Коннектикут, США
- Христос на кресте. 1627. Холст, масло. Институт искусств, Чикаго
- Поклонение пастухов. 1638. Холст, масло. Музей изящных искусств, Гренобль
- Мадонна Иммакулата. Между 1628 и 1630. Холст, масло. Прадо, Мадрид
- Святой Лаврентий. 1636. Холст, масло. Государственный Эрмитаж, Санкт-Петербург
- Отрочество Богоматери. Между 1658 и 1660. Холст, масло. Государственный Эрмитаж, Санкт-Петербург
- Святой Андрей. Между 1630 и 1632. Холст, масло. Музей изобразительных искусств, Будапешт, Венгрия
- Agnus Dei. Между 1635 и 1640. Холст, масло. Прадо, Мадрид
- Святая Руфина Севильская. Между 1635 и 1640. Холст, масло. Национальная галерея Ирландии, Дублин
- Натюрморт с лимонами, апельсинами и розой. 1633. Холст, масло. Музей Нортона Саймона, Пасадина, США

## Наиболее известные картины
- Христос на кресте (1627; институт искусств, Чикаго).
- Видения св. Педро Ноласко (1629; Прадо, Мадрид).
- Погребение св. Бонавентуры (1629; Лувр, Париж).
- Св. Маргарита (1631; Национальная галерея, Лондон).
- Апофеоз св. Фомы Аквинского (1631; Музей искусств, Севилья).
- Св. Андрей (1632; Будапешт).
- Натюрморт с лимонами, апельсинами и розой (1633]; Музей Нортона Саймона, Пасадина).
- Подвиги Геракла (1634; Прадо, Мадрид).
  - Геракл борется с лернейской гидрой
  - Геракл борется с немейским львом
  - Геракл раздвигает горы Кальпе и Абила
  - Смерть Геракла
- Оборона Кадиса (1634; Прадо, Мадрид).
- Св. Аполлония (1636; Лувр, Париж).
- Святой Лаврентий (1636 год; Эрмитаж)
- Поклонение пастухов (1639; Музей изящных искусств, Гренобль).
- Святой Бонавентура (1640—1650); Галерея старых мастеров, Дрезден
- Св. Франциск (1658; Мюнхен).
- Отрочество Богоматери (Около 1658—1660; Эрмитаж, Санкт-Петербург).
- Иаков и его двенадцать сыновей — серия из тринадцати картин; 12 находятся в Оклендском замке, епископство Окленд, Англия, и одна — в замке Гримсторп, Линкольншир.